# HD 44506

{{starbox detail
HD 44506，又名CD-34 2806，SAO 196707、HR 2288，是一颗恒星，视星等为5.53，位于銀經241.63，銀緯-20.78，其B1900.0坐标为赤經6h 16m 59.1s，赤緯-34° -20.78′ 57″。